# Max Gabriel

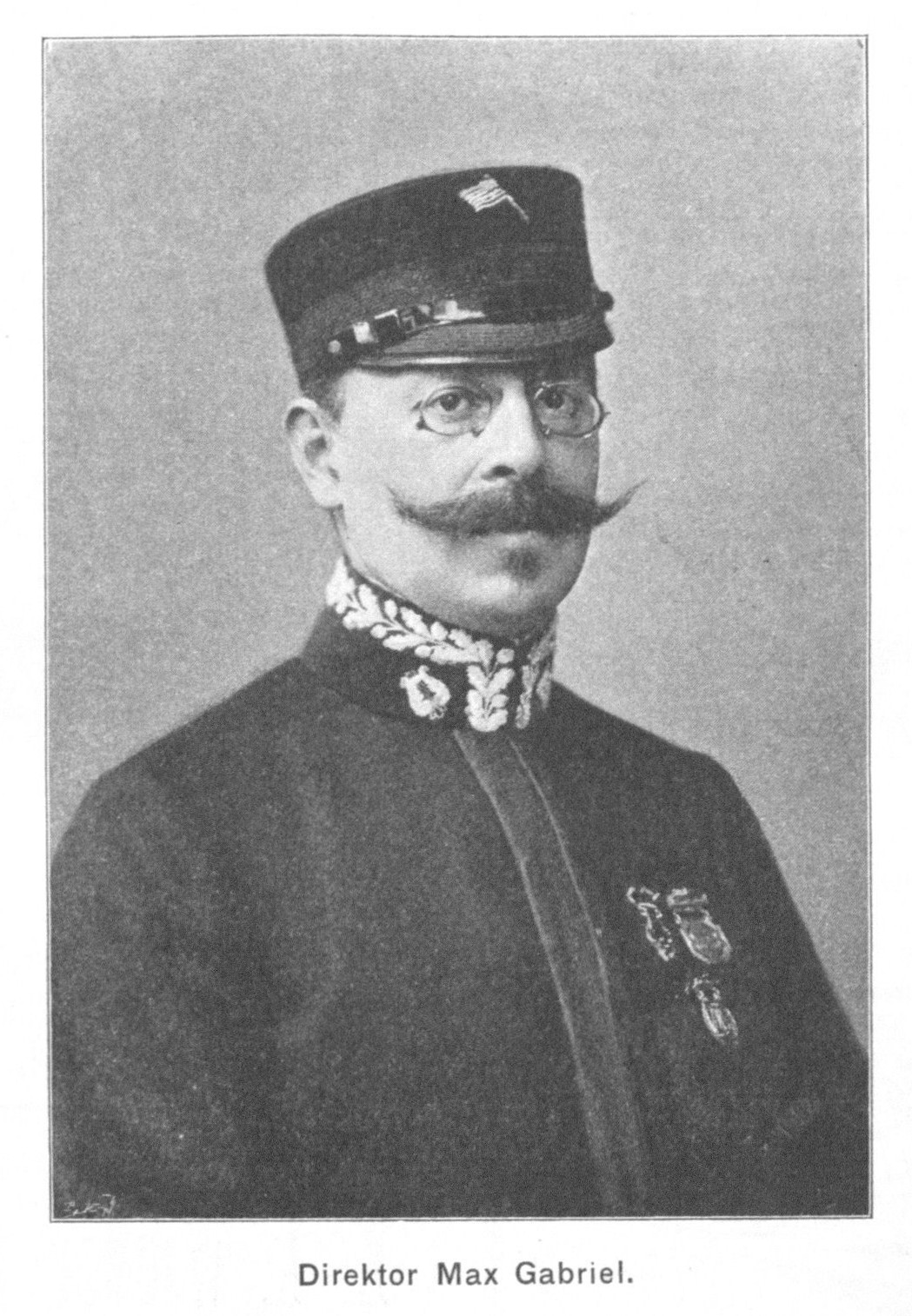
Max Gabriel im Jahre 1902

Max Gabriel (* 21. September 1861 in Elbing, Westpreußen; † 8. Februar 1942 in Amsterdam) war ein deutscher Dirigent und Komponist.

## Leben
Gabriel, der einer deutsch-jüdischen Familie entstammte,  besuchte das Gymnasium in Leipzig und wurde anschließend am Leipziger Konservatorium bei Carl Reinecke und Salomon Jadassohn musikalisch ausgebildet. Ab 1881 war er nacheinander Kapellmeister an den Theatern von Stolp (1881–1882), Frankfurt an der Oder (1882–1883),  Memel (1883–1884) und Riga (1884–1885), am Königsstädtischen Theater in Berlin (1886–1887), am Residenztheater in Hannover (1890–1891) und am Carl-Schulze-Theater in Hamburg (1892–1893). Im Zeitraum 1893–1901 lebte er in den USA, kehrte von dort an das Centralhallen-Theater in Hamburg (1901–1902) zurück und war anschließend  Direktor des Rembrandt-Theaters in  Amsterdam (1904–1907). Danach war er Direktor am Residenztheater in Frankfurt am Main und am Stuttgarter Schauspielhaus. 1910–1912 war er als Kapellmeister am Berliner Theater des Westens. Ab 1913 leitete er erneut das Rembrandt-Theater in Amsterdam.
Verheiratet war er mit der Sängerin Marie Severin.

## Werke (Auswahl)
- Die Frau ohne Herz, Operette
- Das Luxusweibchen, Operette
- Die schöne Cubanerin, Operette